# Hoher Ochsenkopf

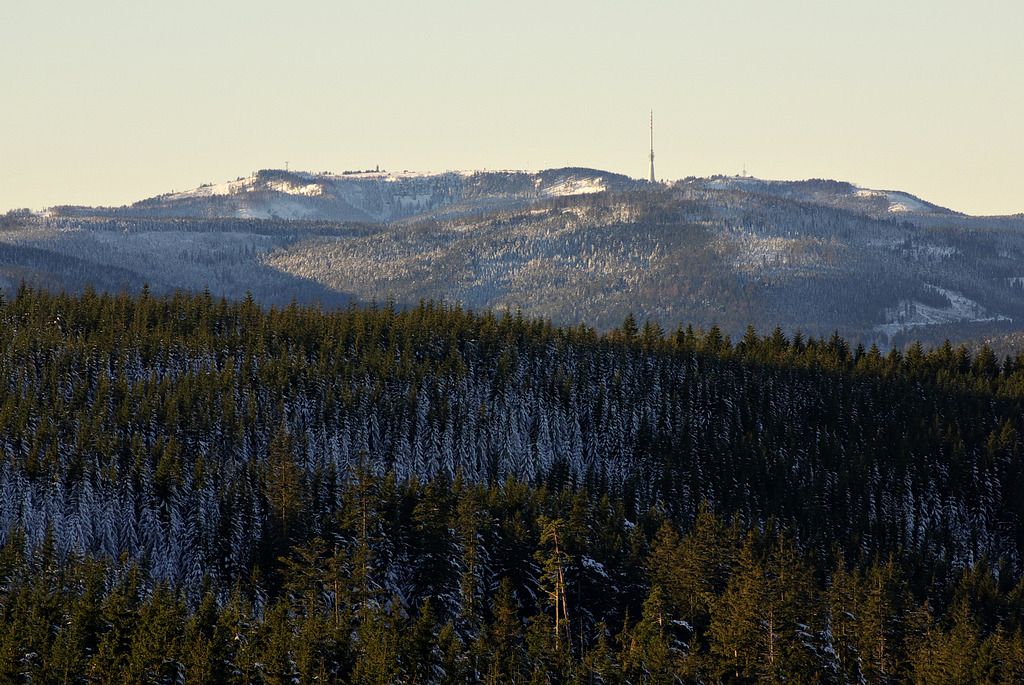
Blick vom Hohloh zur Hornisgrinde. Der Hohe Ochsenkopf ist die sonnenbeschienene Kuppe in der rechten Bildhälfte, der Gipfel ist kurz unterhalb des Hornisgrinde-Sendeturms zu sehen.

Der Hohe Ochsenkopf ist ein 1054,1 m ü. NHN hoher Berg im Nordschwarzwald auf der Gemarkung der Gemeinde Forbach. Er bildet  die höchste Erhebung sowohl Forbachs als auch des Landkreises Rastatt. Der im Bereich der Gipfelkuppe zuvor bereits unter Naturschutz stehende Berg liegt im 2014 gegründeten Nationalpark Schwarzwald und war früher Standort eines Aussichtsturms. Sein Name weist auf die frühere Nutzung zur Waldweide hin.

## Lage
Der Hohe Ochsenkopf liegt etwa sechs Kilometer nordöstlich des höchsten Bergs im Nordschwarzwald, der Hornisgrinde, die ihn um 108 m überragt. Ähnlich wie die drei Kilometer nördlich gelegene Badener Höhe ist er Teil eines östlichen Ausläufers am Hauptkamm des nördlichen Schwarzwalds, der zwischen der Rheinebene und dem Murgtal verläuft. Dieser Ausläufer wird von zwei westlichen Seitentälern der Murg begrenzt, dem Tal des Hundsbachs mit dem Forbacher Ortsteil Hundsbach im Süden und dem Schwarzenbachtal mit dem Ortsteil Herrenwies im Norden und der Schwarzenbachtalsperre im Nordosten. Der Hohe Ochsenkopf ist im Süden über den Kegelplatz, einen 977 m hohen Sattel, mit dem Mittleren Ochsenkopf (1004,9 m) verbunden, an den sich weiter südlich der 964 m hohe Vordere Ochsenkopf als Ausläufer anschließt und weiter östlich der Nägeliskopf (994 m). Im Nordwesten verbindet der 948 m hohe Sattel Dreikohlplatten den Hohen Ochsenkopf mit dem Mehliskopf (1008 m).

## Schutzgebiete
Die flache und ehemals abgeholzte Bergkuppe, eine damals typische Grinde des Nordschwarzwalds, wurde in vergangenen Jahrhunderten als Weide genutzt. Der Wald eroberte die Fläche nach dem Ende der Beweidung zurück. Im Jahr 1970 wurde auf der Bergkuppe ein 41,1 ha großer Bannwald ausgewiesen, der 1975 zum Naturschutzgebiet erklärt wurde. 1986 wurde zum Schutz des Auerwildes zudem ein 600 ha großes Vogelschutzgebiet um den Hohen Ochsenkopf ausgewiesen, im Jahr 2000 der Bannwald auf 100,7 ha erweitert und durch den ihn umgebenden, 427 ha großen Schonwald Nägeliskopf ergänzt. Das Naturschutzgebiet und der Bannwald sind im Jahr 2014  in den Nationalpark Schwarzwald aufgegangen.
Zahlreiche seltene und gefährdete Tier- und Pflanzenarten haben sich hier angesiedelt, darunter der Dreizehenspecht, der lange Zeit im Schwarzwald als ausgestorben galt.

## Erschließung

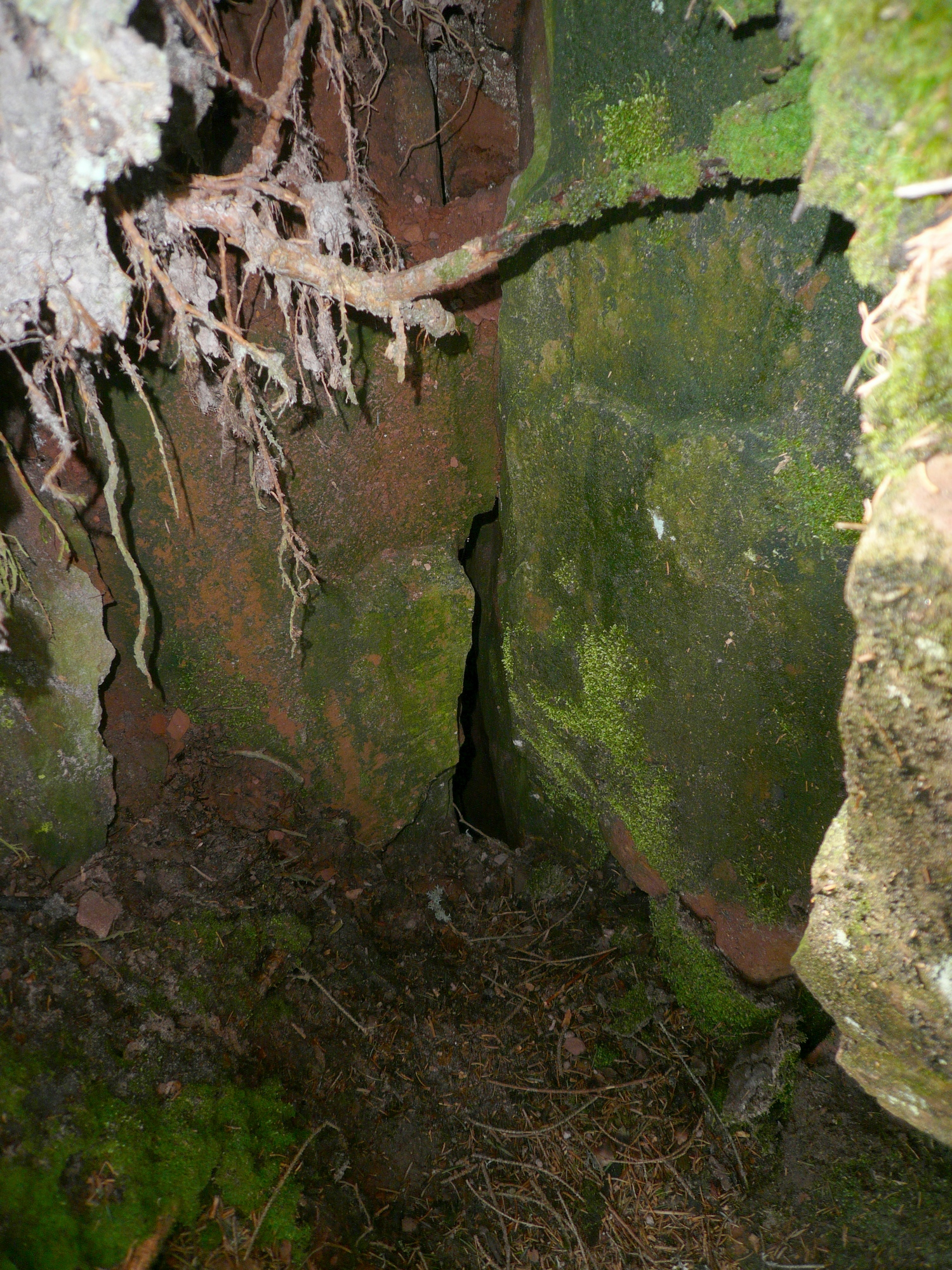
Der Teufelskamin auf dem Hohen Ochsenkopf

Der Hohe Ochsenkopf ist zu Fuß von Hundseck an der Schwarzwaldhochstraße über einen etwa drei Kilometer langen Kammweg zu erreichen oder nach einem steilen Anstieg von Herrenwies oder Hundsbach-Aschenplatz/Brücke über den „Kirchweg“ aus.
Einstiegspunkt sind die „östlichen Dreikohlplatten“. Von dort führt der durch Holzpfähle mit blau-weißer Markierung gekennzeichnete Pfad zunächst leicht ansteigend später – ohne Markierung – steil bergauf bis zum Kulminationspunkt. Dort stand ab 1902 ein sieben Meter hoher, hölzerner Aussichtsturm, der ab 1927 von einem 12 m hohen steinernen Turm abgelöst wurde. Nach einem Blitzeinschlag erfolgte 1971 die Sprengung durch das Technische Hilfswerk. Noch heute sind Trümmerreste in Form von Steinblöcken zu sehen. Weiter führt der Pfad bergab Richtung „Teufelskamin“, eine offene Verwerfung im Buntsandstein, die sich als 20 m tiefe Höhle zeigt.
Um den Hohen Ochsenkopf herum führt – nahezu eben – der sogenannte „Beckerweg“, ein von den Schwarzwaldvereins-Ortsgruppen Hornisgrinde, Achern, Bühl und Baden-Baden im Jahr 2003 wiederhergerichteter Rundweg. Benannt ist der Weg nach Daniel Becker aus Frankfurt am Main, der vor mehr als 100 Jahren im ehemaligen Kurhaus Hundseck weilte und die Gegend um den Hohen Ochsenkopf herum erkundete.

## Winterliche Sperrung aus Artenschutzgründen
Der Weg auf den Hohen Ochsenkopf sowie der Beckerweg um den Hohen Ochsenkopf herum sind von Dezember bis Mai aus Artenschutzgründen (zum Schutz des Auerhuhns) gesperrt.